# Pankovo
Pankovo (cyr. Панково) – wieś w Serbii, w okręgu braniczewskim, w gminie Petrovac na Mlavi. W 2011 roku liczyła 370 mieszkańców.